# Suikerhuis

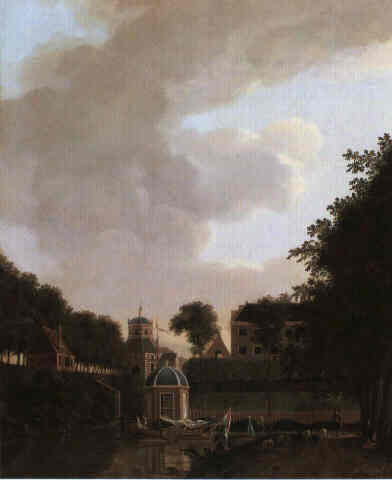
Gezicht op de Wittevrouwenpoort met het Suikerhuis op het Lucasbolwerk, Utrecht

Het Suikerhuis was tussen 1721 en 1867 een complex op het Lucasbolwerk in de Nederlandse stad Utrecht waar suiker en vervolgens tegels werden geproduceerd.
In 1721 liet de pas opgerichte Provinciale Utrechtsche Geoctroyeerde Compagnie een suikerraffinaderij met directeurswoning bouwen die het Suikerhuis genoemd werd. De fabriek kwam niet tot bloei en kreeg met zware verliezen te kampen. In 1744 werd het verkocht aan de Rotterdamse kooplieden Gerrit en Evert Post. De suikerfabriek werd in 1844 gesloten, waarna er tot 1850 in het complex een tegelbakkerij was gevestigd. Het Lucasbolwerk kwam begin jaren 1860 in het bezit van de gemeente Utrecht. De gebouwen van het Suikerhuis zijn in 1867 gesloopt waarna het bolwerk werd opgenomen in het Zocherpark.
Tegenwoordig bevindt zich hier deels ook een uitgaanscentrum met onder andere de Stadsschouwburg.